# 西尾忠方

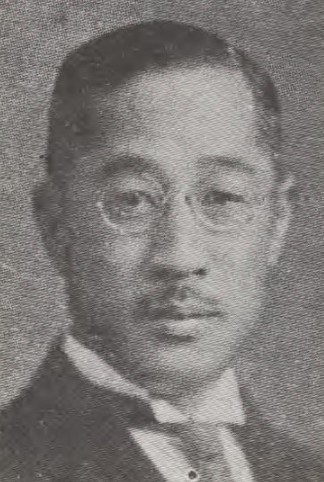
西尾忠方

西尾 忠方（にしお ただみち、1884年（明治17年）5月14日 - 1958年（昭和33年）6月17日）は、大正から昭和期の政治家、実業家、華族。貴族院子爵議員。旧姓・加藤、旧名・泰吉。

## 経歴
旧大洲藩主・加藤泰秋の四男として生まれ、1909年（明治42年）12月、子爵・西尾忠篤の養子となり、同年同月、忠方と改名。養父の死去に伴い、1910年（明治43年）11月29日、子爵を襲爵した。
1913年（大正2年）東京帝国大学法科大学を卒業。馬政調査会委員、軍用保護馬鍛錬中央会副会頭、日本競馬会評議員、十五銀行監査役、蓬莱殖産監査役などを務めた。
1918年（大正7年）7月10日、貴族院子爵議員に選出され、研究会に属して活動し、1947年（昭和22年）5月2日の貴族院廃止まで在任した。その他、農林省委員、農商省委員などを務めた。

## 親族
- 養母 西尾明子（あきこ、堀越角次郎養女[1]）堀越は日本橋で呉服太物商を営む豪商で長男の妻は松方正義の五女[9]。
- 妻 西尾美知子（佐佐木高美長女、1912年11月結婚）[1][4]
- 長男 西尾忠愛[1]

## 栄典
- 1940年（昭和15年）8月15日 - 紀元二千六百年祝典記念章[10]